# Arne Herz
Arne Herz (* 14. Juni 1978 in Berlin-Wilmersdorf) ist ein deutscher Politiker (CDU). Seit Juni 2025 ist er Staatssekretär für Mobilität und Verkehr in der Berliner Senatsverwaltung für Mobilität, Verkehr, Klimaschutz und Umwelt. Zuvor war er von 2016 bis 2025 Bezirksstadtrat des Berliner Bezirks Charlottenburg-Wilmersdorf.

## Leben
Herz legte 1997 das Abitur an der Wald-Oberschule in Berlin-Westend ab. Anschließend leistete er Wehrdienst bei der Luftwaffe. Daraufhin studierte er Rechtswissenschaft an der Humboldt-Universität zu Berlin. 2005 legte er das erste juristische Staatsexamen ab. Von 2005 bis 2007 absolvierte er den Masterstudiengang Betriebswirtschaftslehre für Juristen an der Fachhochschule Kiel. Das Rechtsreferendariat absolvierte er am Kammergericht. 2010 legte er das zweite juristische Staatsexamen ab.
2011 wurde Herz als Rechtsanwalt zugelassen. Von 2011 bis 2016 war er persönlicher Referent und Büroleiter des Staatssekretärs in der Berliner Senatsverwaltung für Inneres und Sport, Andreas Statzkowski. 2016 war er kurzzeitig als Oberregierungsrat Arbeitsgebietsleiter in der Senatsverwaltung für Inneres und Sport.
Von 2016 bis 2021 war Herz Bezirksstadtrat und Leiter der Abteilung Bürgerdienste, Wirtschafts- und Ordnungsangelegenheiten im Bezirksamt Charlottenburg-Wilmersdorf. Von 2019 bis 2021 war er zudem Stellvertreter des Bezirksbürgermeisters Reinhard Naumann (SPD). Von 2021 bis 2025 war Herz Bezirksstadtrat und Leiter der Abteilung Bürgerdienste und Soziales. Zuvor war er bereits von 1999 bis 2011 Bürgerdeputierter und von 2011 bis 2016 Mitglied der Bezirksverordnetenversammlung von Charlottenburg-Wilmersdorf. Seit 2022 ist er zudem als Lehrbeauftragter an der Hochschule für Wirtschaft und Recht Berlin tätig.
Am 3. Juni 2025 wurde Herz als Nachfolger von Johannes Wieczorek zum Staatssekretär für Mobilität und Verkehr in der Berliner Senatsverwaltung für Mobilität, Verkehr, Klimaschutz und Umwelt ernannt.
Herz ist Mitglied der CDU. Seit 2017 ist er Mitglied des Bundesvorstands der Kommunalpolitischen Vereinigung der CDU und CSU Deutschlands; bereits seit 2015 ist er deren Berliner Landesvorsitzender.